# Jennifer Meredith Smith
Jennifer Meredith Smith, född 1947, är en bermudansk politiker. 
Hon var premier på Bermuda 1998–2003. 
Hon är medlem i Council of Women World Leaders. 